# Lambeutong
Lambeutong is een bestuurslaag in het regentschap Aceh Besar van de provincie Atjeh, Indonesië. Lambeutong telt 393 inwoners (volkstelling 2010).